# Body of War
Pour plus de détails, voir Fiche technique et Distribution.
Body of War est un film documentaire américain réalisé par Ellen Spiro (en) et  Phil Donahue, sorti en 2007. C'est l'histoire d'un soldat de 26 ans, devenu paraplégique après avoir reçu un tir de fusil en Irak.

## Résumé
Après les attentats du 11 septembre 2001, Tomas Young devient soldat parce qu'il veut défendre son pays contre le terrorisme. Bientôt il se retrouve à la guerre d'Irak ou il perd sa santé. Désabusé, sérieusement handicapé, il retourne aux États-Unis et se demande s'il n'a pas été trompé par la propagande.

## Fiche technique
- Réalisation et scénario : Ellen Spiro (en) et Phil Donahue
- Tournage : Ellen Spiro (en) et Phil Donahue
- Montage : Bernadine Colish
- Musique Originale : Jeff Layton et Eddie Vedder
- Producteurs : Ellen Spiro (en) et Phil Donahue
- Pays de production :  États-Unis
- Langue : anglais
- Genre : Documentaire

## Autour du film
En 2013 Thomas Young a écrit une lettre ouverte adressée à George W. Bush et Dick Cheney, ex-président et ex-vice-président des États-Unis.

## Récompenses et distinctions
Source et distinctions complètes :
| National Board of Review (Meilleur film documentaire) - People's Choice Award du Festival de Toronto (3e place) - Audience Award Hamptons International Film Festival | Academy of Motion Picture Arts and Sciences 2007 |

## Bande originale du film

### Disque 1
1. Brendan James – "Hero's Song"
2. Lupe Fiasco – "American Terrorist" (Fiasco, Prolyfic, Armando Corea) – 4:40
3. Michael Franti & Spearhead – "Light Up Ya Lighter" (Franti, Itiene) – 4:57
4. Rage Against the Machine – "Guerrilla Radio" – 3:26
5. Public Enemy – "Son of a Bush" – 5:52
6. Serj Tankian – "Empty Walls" (Tankian) – 3:49
7. Bad Religion – "Let Them Eat War" (Brian Baker, Jay Bentley, Sage Francis, Brett Gurewitz, Brooks Wackerman) – 2:57
8. Against Me! – "White People for Peace" (Tom Gabel) – 3:33
9. The Bouncing Souls – "Letter from Iraq" (The Bouncing Souls, Garett Reppenhagen) – 2:57
10. Dilated Peoples – "War" (Questlove)
11. Rx Bandits – "Overcome (The Recapitulation)" – 3:46
12. No Use for a Name – "Fields of Agony" – 2:24
13. Talib Kweli & Cornel West – "Bushonomics"
14. Immortal Technique – "The 4th Branch" – 5:20
15. System of a Down – "B.Y.O.B." (Daron Malakian, Casey Chaos, Serj Tankian) – 4:17
16. Eddie Vedder & Ben Harper – "No More" [Live]

### Disque 2
1. Bruce Springsteen – "Devils & Dust" (Springsteen) – 4:58
2. Pearl Jam – "Masters of War" [Live] (Bob Dylan)
3. Bright Eyes – "When the President Talks to God" (Conor Oberst) – 2:46
4. John Lennon – "Gimme Some Truth" (Lennon) – 3:16
5. Neil Young – "The Restless Consumer"
6. The Nightwatchman – "Battle Hymns"
7. Kimya Dawson – "Anthrax"
8. Blow Up Hollywood – "WMD"
9. David Ford – "State of the Union" (Ford)
10. Tori Amos – "Yo George" (Amos) – 1:25
11. Laura Cantrell – "Love Vigilantes"
12. Ben Harper – "Black Rain" (Ben Harper/Jason Yates)
13. Roger Waters – "To Kill the Child"
14. Tom Waits – "Day After Tomorrow" (Kathleen Brennan, Waits)

## Voir également